# Философско изследване на произхода на нашите идеи за възвишеното и красивото
„Философското изследване на произхода на нашите идеи за възвишеното и красивото“ (на английски: A Philosophical Enquiry into the Origin of Our Ideas of the Sublime and Beautiful) е трактат от Едмънд Бърк оказал огромно значение за формирането на просвещенската, и романтическата естетическа мисъл. И до днес трактатът не е загубил своята актуалност и се отнася към „класическия“ период формирал съвременната философска мисъл, като е източник на продължаващи анализи и дебати.
Трактатът на Бърк има съвременни позитивни отзиви от Самуел Джонсън и Имануел Кант.